# Ясноока Діва
«Ясноока Діва» (дан. Jomfru Klarøje) — данська казка, яку Ендрю Ленг включив до «Рожевої казкової книги». За класифікацією Аарне — Томпсона казка належить до типу 403 «Біла і чорна наречена».

## Сюжет
У чоловіка є син і донька. Доньку називають Ясноокою. Його дружина помирає, і він одружується з іншою жінкою, яка має власну доньку, потворнішу за доньку чоловіка, тому мачуха жорстоко ставиться до Ясноокої, змушуючи її виконувати домашню роботу. Одного разу мачуха відправляє її пасти овець, а сама збирає верес у полі. Для харчуванні як єдину їжу падчерця має млинці з борошна, змішаного з попелом.
Ясноока діва зриває верес, і тут з-під землі вискакує маленький хлопчик у червоній шапочці, щоб запитати, чому вона зриває дах його будинку. Вибачившись і пояснивши свою ситуацію, Ясноока Діва пропонує поділитися млинцями. Хлопчик приймає їх і за доброту дівчини дарує їй три чарівні подарунки: щоб вона стала ще вродливішою, щоб з її рота падала золота монета, коли вона його відкриває, а голос звучав, як музика, і, нарешті, щоб вона мала за чоловіка молодого короля. Він також дарує їй чарівну шапочку, яку вона повинна одягати, коли їй загрожує небезпека.
Повернувшись додому, Ясноока діва стала настільки вродливою, що мачуха ледве впізнала її, і коли мачуха запитала, як вона стала такою гарною, дівчина розповіла їй про зустріч з маленьким чоловічком, але не про те, як вона ділилася з ним їжею. Бажаючи, щоб її власна донька стала такою ж гарною, як пасербиця, мачуха відправляє її пасти овець і рвати верес. Зведена сестра поводиться грубо з хлопчиком, відмовляючись ділитися їжею, коли він просить її про це, натомість б'є його палицею, яку дала їй мати. Через таку поведінку хлопчик проклинає її за те, що вона з кожним днем буде ставати ще потворнішою, ніж зараз, що з її рота, коли вона його відкриє, буде падати жаба, а з рота буде вириватися бичачий рев, і що вона помре насильницькою смертю. Коли зведена сестра повертається додому і мати запитує її, чому вона стала такою потворною, жаба випадає з її рота.
Тим часом син йде з дому і вступає на службу до короля. Відвідавши родину після інциденту з хлопчиком у червоній шапочці, він повертається до палацу і не може перестати говорити про те, якою вродливою стала його сестра. Король, почувши розповіді про красу Ясноокої дівчини, запитує брата, чи правдиві ці розповіді, і отримує підтвердження. Цар вирішує одружитися з нею і посилає брата на кораблі за нею. Мачуха дає доньці маску, щоб прикрити її потворне обличчя, і відправляє її на корабель разом з пасербицями. Корабель відпливає, зведена сестра виштовхує Яснооку за борт. Потім вона віддає себе за неї перед королем, і той бере її за дружину. Але, побачивши її потворне обличчя без маски, він так розгнівався, що наказав кинути брата Ясноокої в змію йому — за брехню про красу сестри. На щастя, Ясноока врятувалася, бо вдягла шапочку, яку дав їй хлопчик, і вона перетворилася на качку, що дозволило їй плавати.
Діва Ясноока прилітає качкою до королівського замку, де їй вдається пробратися по водостоку на кухню, де вона зустрічає маленького песика. Вона розпитує тварину про свого брата та зведену сестру, і собака розповідає їй про їхню долю, а потім каже, що прийде ще тільки двічі. Покоївки чують, що качка говорить, і розповідають про це іншим. Наступного вечора її прийшло послухати багато людей. Качка знову ставить свої запитання, каже, що прийде лише раз, і тікає. Третьої ночі кухар ставить сітку біля водостоку і виловлює качку, а помітивши, що вона має багато золотого пір'я, вони добре про неї піклуються.
Тим часом братові, який дивом вижив у зміїній ямі, сниться, як його сестра приходить до замку в образі качки і перетворюється назад, якщо хтось відрізає їй дзьоб. Він розповідає про це вартовому, який стоїть біля ями, і чутки доходять до короля, який запитує його, чи може він показати свою справжню сестру, красуню. Він відповів, що може, якщо хтось принесе йому ніж і качку з золотим пір'ям. Коли качку приносять, він відрізає їй дзьоб, і, почувши голос, що скаржиться на те, що він відрізав їй мізинець, Ясноока Діва повертається до своєї власної форми.
Зведену сестру саджають у бочку з шипами і тягнуть шістьма дикими кіньми, і вона помирає насильницькою смертю, про яку їй передрік маленький хлопчик. Король одружується з Ясноокою дівою, а брат стає прем'єр-міністром.